# Трем (врх)
Трем је са својом висином од 1810 метара највиши врх Суве планине, на њеном западном краку.
Предео око врха је каменит, састављен од вртача и увала које су на свом дну травнате.
Трем, један од највиших врхова у Србији важи и за најатрактивнији врх, највише због тога што северни део кречњачке стене која формира врх има вертикални пад од 1.000 метара.
Са врха се пружа поглед готово на целу југоисточну Србију, укључујући масив Старе планине са врхом Миџор, као и на Сврљишке планине и цело Заплање.
Трем је и циљ најмасовније планинарске републичке акције под називом Зимски успон на Трем.
Још једна од масовних планинарских акција која се одржава дужи низ година је и Ноћни успон на Трем.
Административно масив око врха, као и сам врх припадају општини Нишка бања.

## Галерија
- Ознака на врху.
- Поглед на врхове Трем и Соколов камен са врха Дивна Горица (Сува планина).
- Врх Трем.
- Трем.
- Трем.
- Крашко удубљење недалеко од Трема у коме се лед задржава током већег дела године.